# اکبر شاندرمنی
اکبر شاندرمنی (زادهٔ ۱۲۹۶ در بندر انزلی – درگذشته ۱۳۷۴ در مسکو) سیاستمدار کمونیست ایرانی بود. وی عضو گروه پنجاه و سه نفر و سپس حزب توده ایران بود.

## زندگی‌نامه و فعالیت سیاسی
اکبر شاندرمنی متولد ۱۲۹۶ در بندر انزلی است. وی درسنین جوانی شاگرد تاجری در رشت و بعد شاگرد یک خیاط در آبادان بوده‌است. وی در سال ۱۳۱۶ به همراه برادرش به فعالیت کمونیستی در ایران می‌پرداخته‌است. در سال ۱۳۱۸، شاندرمنی به‌همراه پنجاه و سه نفر محکوم شد. وی در ۱۳۲۰ رهائی یافته ولی ابتدا در فعالیت‌های حزبی شرکت نکرده‌است. وی بعداً با برادرش در تهران به حزب توده پیوست و یکی از رهبران سازمان جوانان بوده‌است. اکبر شاندرمنی پس از سوءقصد ۱۳۲۷ به‌عنوان یکی از مظنونان به ده سال زندان محکوم شد ولی در سال ۱۳۲۹ از زندان فرار کرد.
او در سال ۱۳۳۵ موفق به فرار از ایران از طریق مرز ترکمنستان به اتحاد جماهیر شوروی شد و در آنجا درخواست پناهندگی سیاسی کرد. در همان سال، در مسکو او وضعیت یک مهاجر سیاسی را دریافت کرد. چند ماه بعد به آلمان شرقی منتقل شد و در لایپزیگ به عضویت دفتر سیاسی حزب توده انتخاب شد. در سال ۱۳۳۷ به مسکو بازگشت و در آنجا تحصیلات عالی خود را در مدرسه عالی حزب کمونیست اتحاد جماهیر شوروی آغاز کرد. چهار سال پس از فارغ التحصیلی به عنوان استاد زبان و ادبیات فارسی در دانشگاه دولتی مسکو کار کرد.
در سال ۱۳۴۲ حزب توده او را به دوشنبه، تاجیکستان منتقل کرد و در آنجا ریاست اداره حزب در آن منطقه را بر عهده داشت. وی در کنار فعالیت های حزبی به عنوان استاد زبان و ادبیات فارسی در دانشگاه ملی تاجیکستان مشغول به کار شد. در سال ۱۳۵۸ پس از سرنگونی رژیم محمد رضا پهلوی به ایران بازگشت و به فعالیت های سیاسی خود ادامه داد. در سال های ۱۳۶۰-۱۳۶۱، زمانی که جمهوری اسلامی سرکوب مخالفان سیاسی خود را آغاز کرد، بسیاری از کمونیست ها دستگیر و زندانی شدند. اکبر شاندرمنی موفق شد از ایران از مرز ترکمنستان به شوروی مهاجرت کند. ۱۰ خرداد ۱۳۶۵ در پلنوم دوازدهم حزب توده ایران در مسکو اکبر شاندرمنی از عضویت هیئت سیاسی کمیته مرکزی حزب توده استعفا داد. اکبر شاندرمنی در سال ۱۳۷۴ در مسکو درگذشت و در ارامگاه در منطقه خامونیکی مسکو به خاک سپرده شد.